# Vol USAir 1016
Le 2 juillet 1994, le vol USAir 1016, un vol intérieur régulier assuré par un Douglas DC-9 entre Columbia en Caroline du Sud et Charlotte en Caroline du Nord, rencontre de violents orages et un cisaillement de vent provoqué par une micro-rafale lors d'une tentative d'atterrissage, et s'écrase sur des arbres et une résidence privée près de l'aéroport. L'accident et l'incendie qui a suivi ont fait 37 morts et gravement blessé seize autres personnes.

## Avion

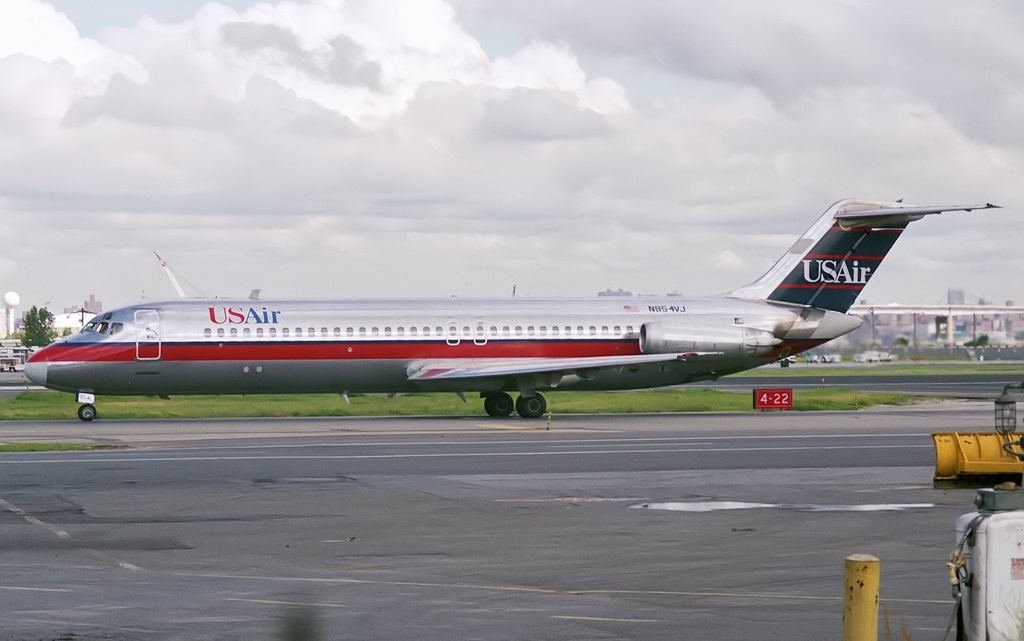
N954VJ, le Douglas DC-9 impliqué dans l'accident, ici à l'aéroport LaGuardia de New York en juin 1991.

L'appareil impliqué était un Douglas DC-9-31, immatriculé N954VJ (numéro de série 47590), ; il s'agissait alors du 703e DC-9 construit par McDonnell Douglas. 
Il a d'abord été livré à Allegheny Airlines en août 1973 et, après la fusion de cette compagnie aérienne avec USAir, il a changé d'immatriculation en octobre 1979. En 21 ans de service, cet avion de ligne court/moyen-courrier, équipé de deux moteurs Pratt & Whitney JT8D-7B, totalisait environ 53 917 heures de vol et 63 147 cycles (décollage/atterrissage).

## Déroulement du vol
Le samedi 2 juillet 1994, le vol 1016 décolle de l'aéroport métropolitain de Columbia (en) à 18 h 15 (heure avancée de l'est) pour un vol de 35 minutes vers l'aéroport international Charlotte-Douglas. À bord, le commandant de bord Mike Greenlee (38 ans), qui cumule 8 065 heures de vol, dont 1 970 sur DC-9, et le copilote Phil Hayes (41 ans), qui compte 12 980 heures de vol, dont 3 180 sur DC-9, sont aux commandes de l'appareil, et sont accompagnés d'un équipage de cabine composé de trois agents de bord. L'avion transporte 52 passagers (dont deux nourrissons) à son bord.
Le vol s'est déroulé sans incident jusqu'à l'approche de Charlotte, où plusieurs orages violents se sont formés à proximité de l'aéroport. À 18 h 38, le vol 1016 a été autorisé par le contrôle d'approche de Charlotte pour une approche avec système d'atterrissage aux instruments (ILS) sur la piste 18R (maintenant piste 18C) de l'aéroport Charlotte-Douglas. L'avion, piloté par le copilote Phil Hayes, s'est approché de la piste dans de fortes pluies. Le vol est passé au contrôleur local de la tour qui s'occupait des atterrissages sur la piste 18R et, à 18 h 39, le contrôleur de la tour a autorisé le vol 1016 à atterrir.
Le commandant de bord Mike Greenlee a demandé au contrôleur de la tour un bulletin météo de l'avion précédant le vol 1016, un Fokker F100 qui venait d'atterrir sur la piste 18R. La tour a indiqué au vol 1016 que le pilote du Fokker avait signalé une « navigation en douceur ». Lors d'entretiens après l'accident, plusieurs passagers et agents de bord ont déclaré au NTSB que le vol semblait normal jusqu'à ce que l'avion entre dans une tempête avec de fortes pluies lors de l'approche finale.
À 18 h 40, un contrôleur de la tour a émis un avertissement de cisaillement de vent à tous les avions, mais sur une fréquence radio différente de celle utilisée par le vol 1016. Environ une minute plus tard, alors que le vol 1016 était en approche finale, le commandant de bord, se rendant compte que son avion était dans une situation difficile, a tenté d'interrompre l'atterrissage en demandant au copilote de « remettre les gaz, (et d')aller à droite ». Le commandant a ensuite contacté la tour de contrôle et a déclaré « USAir 1016, on repart », la tour a reconnu l'approche interrompue et a autorisé les pilotes à monter à 3 000 pieds (910 mètres).
L'avion a eu du mal à monter en raison des conditions météorologiques difficiles, a viré à droite et est rapidement descendu. Les pilotes ont désespérément tenté de contrôler l'avion alors qu'il descendait vers le sol. Il a été déterminé plus tard que le système d'alerte du cisaillement de vent ne les avait pas avertis avec un indicateur rouge et un avertissement sonore en raison d'une anomalie logicielle qui diminuait la sensibilité pendant que les volets étaient en transit de 40 degrés à 15 degrés pendant la procédure de remise des gaz. Un ingénieur de Honeywell a déclaré que les pilotes auraient dû recevoir un avertissement 8 à 9 secondes avant l'impact.

### Accident
À 18 h 42, le DC-9 s'est posé violemment dans un champ à l'intérieur des limites de l'aéroport, à environ 800 mètres du seuil de la piste 18R. Il s'est ensuite écrasé à travers la clôture de l'aéroport et a heurté plusieurs arbres, se brisant en dérapant dans une rue résidentielle qui se trouvait à la limite de l'aéroport. 

Site de l'accident
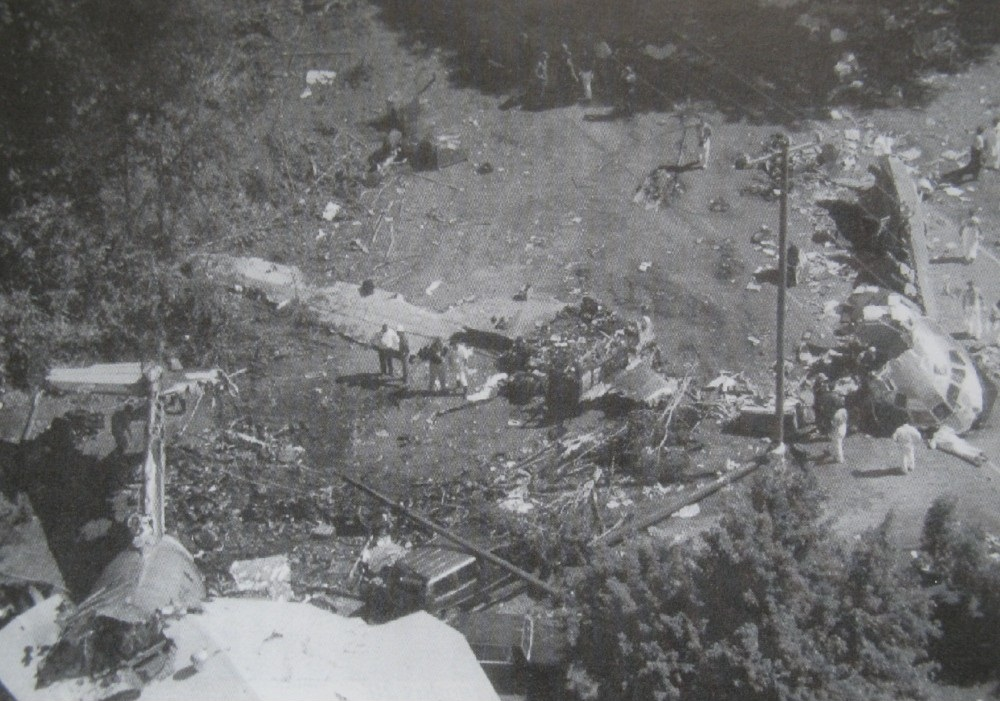
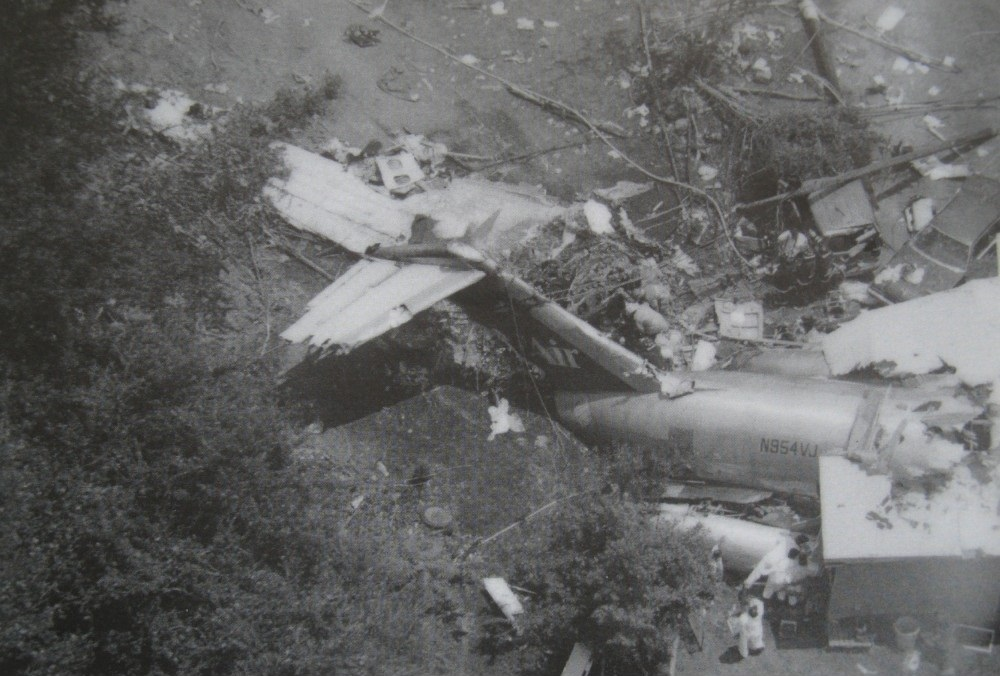
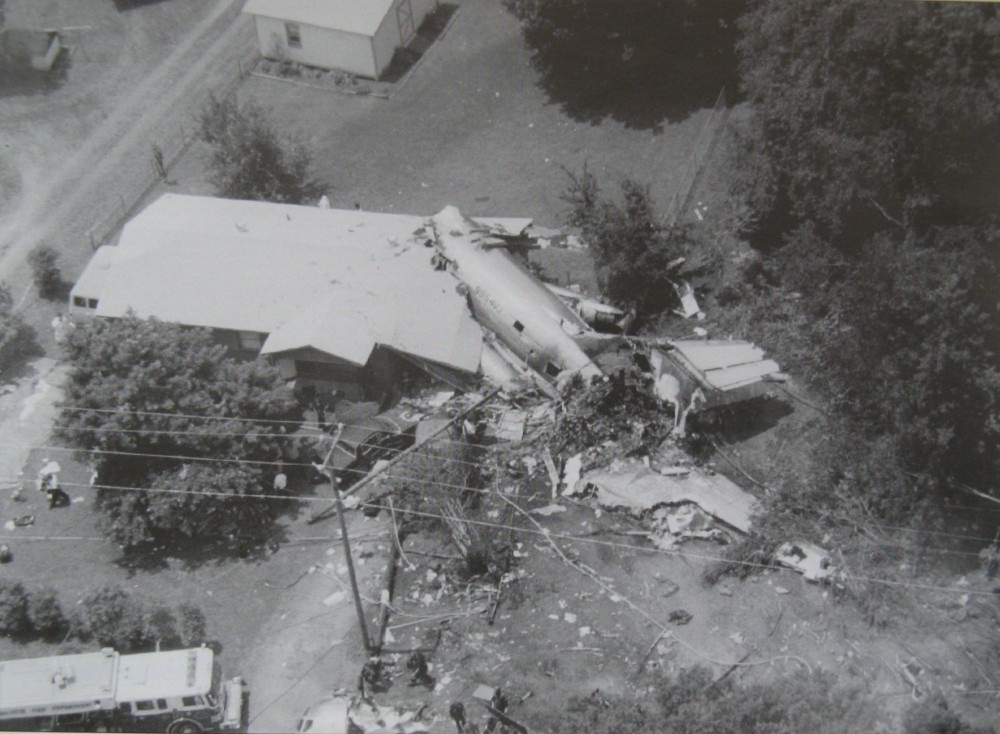
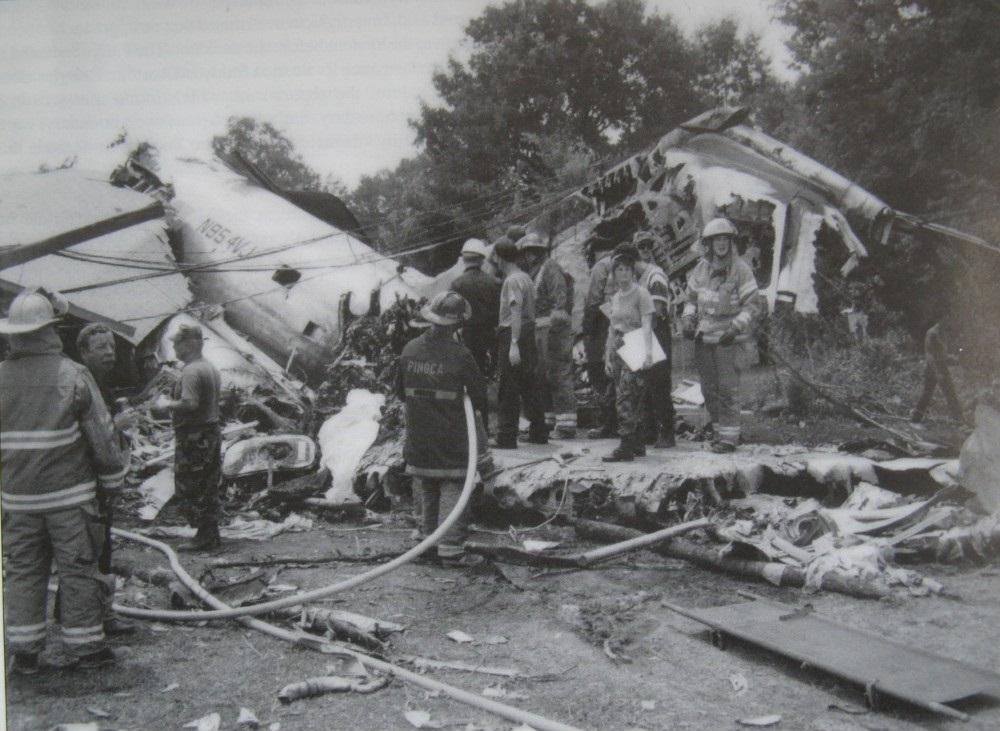

L'avion s'est divisé en quatre sections principales avec l'avant de l'avion, y compris le cockpit et la cabine passagers inoccupée de première classe, qui se sont immobilisés au milieu d'une route,. La partie arrière du fuselage, y compris la queue et les moteurs montés à l'arrière, s'est immobilisée dans l'abri auto d'une maison.
Des 52 passagers à bord, 37 sont décédés des suites d'un traumatisme contondant, de brûlures causées par l'incendie ou de l'inhalation de monoxyde de carbone,,. Quatorze autres passagers ont subi des blessures graves et un a été légèrement blessé. Des cinq membres d'équipage, les deux pilotes ont subi des blessures mineures, deux agents de bord ont été grièvement blessés et une hôtesse de l'air a été légèrement blessée. Personne n'a été tué ni blessé au sol.
Le dernier incident majeur de l'aéroport avait eu lieu vingt ans plus tôt, en septembre 1974, avec le vol Eastern Air Lines 212, qui impliquait également un DC-9.

## Enquête

Schéma en coupe d'une micro-rafale avec l'écoulement de l'air (outflow) et le courant descendant (downdraft) (en anglais).

Le Conseil national de la sécurité des transports américain (NTSB) a immédiatement dépêché une équipe d'enquête, qui a récupéré l'enregistreur phonique (CVR) et l'enregistreur de données de vol (FDR) de l'épave de l'avion,,,. Après un peu plus d'un an d'enquête, il a été conclu qu'une micro-rafale avait été générée par l'orage qui survolait l'aéroport au moment de l'accident,,. Le NTSB a énuméré les causes probables de l'accident comme étant :
1. La décision des pilotes de poursuivre une approche dans une zone d'activité convective sévère propice à des micro-rafales[15].
2. L'échec des pilotes à reconnaître rapidement le cisaillement du vent (exacerbé par une erreur dans le logiciel d'alerte du cisaillement du vent car il aurait dû les avertir environ 8 à 9 secondes avant l'impact)[NTSB 7].
3. L'incapacité des pilotes à établir et à maintenir l'assiette de l'avion et le réglage de poussée appropriés pour échapper au cisaillement.
4. Le manque de diffusion en temps réel des informations météorologiques et des risques de cisaillement du vent fournies par le contrôle de la circulation aérienne à l'équipage du vol 1016[16].

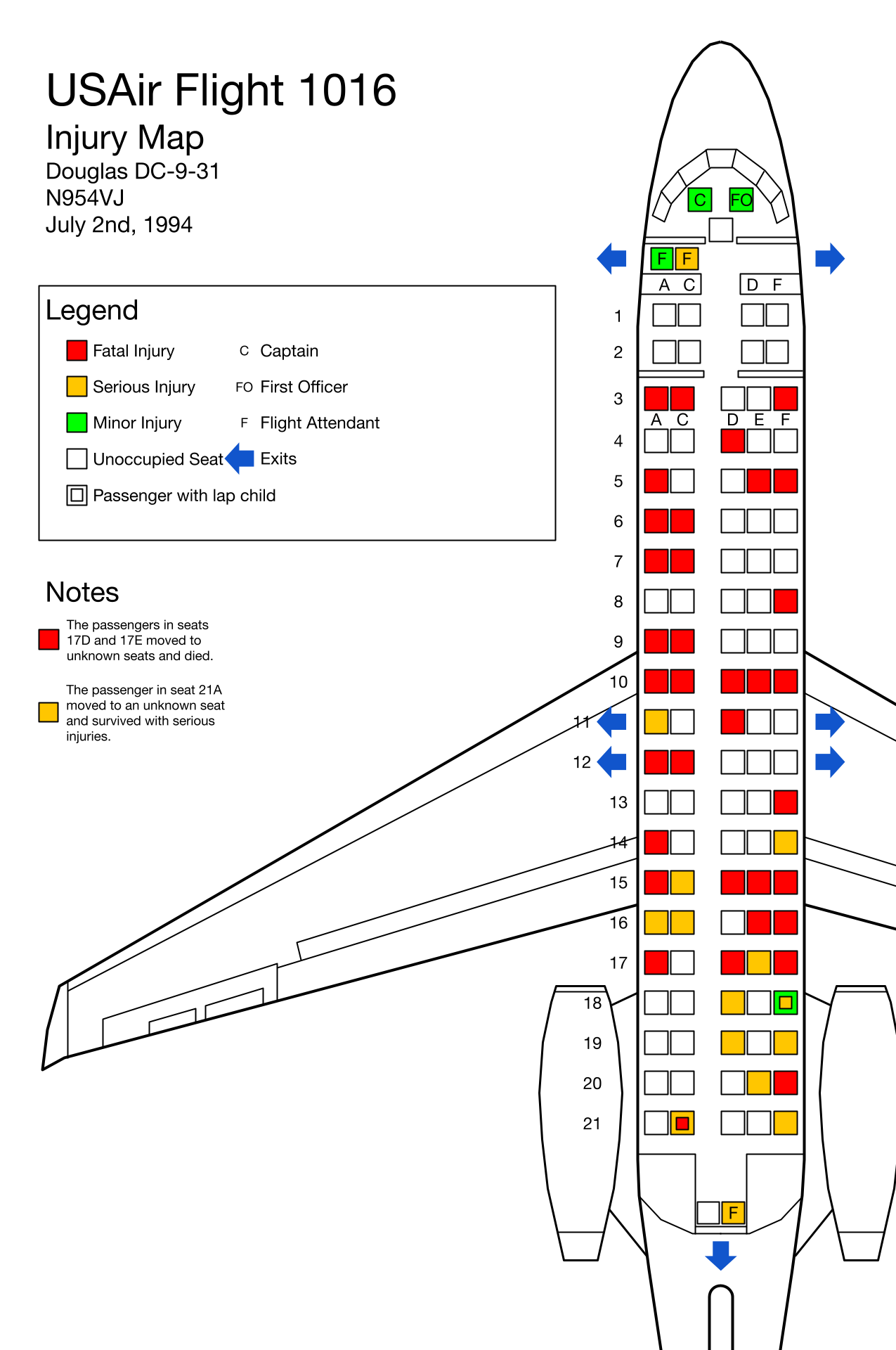
Plan des sièges du vol 1016 par le NTSB, révélant l'emplacement des passagers, l'absence de blessures, la gravité des blessures et les décès.

Tous ces évènements ont conduit à une rencontre avec un cisaillement de vent induit par une micro-rafale, produit par un orage à évolution rapide situé à l'extrémité de l'approche de la piste 18R et dont les pilotes n'ont pas réussi à s'extraire,,.
Le NTSB a calculé la puissance des vents rencontrés dans la micro-rafale traversée par le vol 1016. Selon ses calculs, la vitesse des courants horizontaux a grimpé jusqu'à une vitesse de 86 nœuds (159 km/h) et le vol 1016 a rencontré, lors de son passage dans la micro-rafale, des vents d'une vitesse de 61 nœuds (113 km/h) sur une période de 15 secondes,.
Enfin, durant les derniers instants du vol, après la demande de remise de gaz par le commandant, les pilotes, conformément aux procédures, ont augmenté la puissance des moteurs et cabré l'avion pour prendre de l'altitude. Cependant, quelques instants plus tard, le commandant de bord s'est exclamé à son copilote : « pousse-le, pousse-le(p35) », en parlant du manche de l'appareil. Le copilote, qui était alors le pilote aux commandes, a donc effectué l'action que lui demandait son commandant, mais comme l'avion était à basse altitude et sous l'effet des vents violents qui le poussaient vers le sol, la diminution de l'assiette a précipité l'impact avec le terrain et avec les arbres,. Le NTSB s'est intéressé à cette remarque du commandant de bord et déclare, dans son rapport final, que « l'examen des circonstances au cours de la dernière minute de vol suggère fortement que le commandant de bord, après avoir perdu instantanément ses repères visuels lorsque l'avion a rencontré de fortes pluies, aurait pu subir une forme particulière de désorientation spatiale, appelée illusion somatogravique. Cette illusion sensorielle aurait pu le conduire à croire que l'avion montait à un rythme excessivement élevé et que l'assiette devait être abaissée pour éviter un décrochage aérodynamique. ». De plus, le NTSB conclut : « Par conséquent, le NTSB estime que la remarque du commandant de bord, suivie de l'action du copilote, a entraîné une baisse importante de l'assiette de l'avion. Le changement de tangage qui en a résulté a fait descendre l'avion, réduisant ainsi la marge d'altitude qui aurait été nécessaire pour échapper au cisaillement du vent. »
22 recommandations de sécurité ont été émises par le NTSB à la suite de l'accident et de la publication du rapport final,.
À la suite de l'accident, les deux pilotes ont recommencé à voler pour USAir, qui deviendra US Airways en 1997, puis pour American Airlines, à la suite de sa fusion avec US Airways en 2015.
Depuis l'accident du vol USAir 1016 et les améliorations apportées par l'enquête, aucun accident provoqué par une micro-rafale ne s'est produit aux États-Unis,.

## Médias
L'accident a fait l'objet d'un épisode dans la série télé Air Crash nommé En pleine tempête (Saison 17 - Episode 6).

### Rapport final, Conseil national de la sécurité des transports, 1995
1. ↑  NTSB 1995, p. 8-10.
2. ↑  NTSB 1995, p. 3.
3. 1 2  NTSB 1995, p. 4.
4. ↑  NTSB 1995, p. 7.
5. ↑  NTSB 1995, p. 5.
6. 1 2 3  NTSB 1995, p. 6.
7. 1 2  NTSB 1995, p. 15.
8. 1 2  NTSB 1995, p. 33.
9. ↑  NTSB 1995, p. 34.
10. ↑  NTSB 1995, p. 37.
11. ↑  NTSB 1995, p. 120.
12. ↑  NTSB 1995, p. 119.
13. ↑  NTSB 1995, p. 102.
14. ↑  NTSB 1995, p. 102-103.
15. ↑  NTSB 1995, p. 121.

### Autres sources
1. ↑  (en) JetPhotos (photogr. Ozell V. Stephens Jr.), « Photo of N954VJ - McDonnell Douglas DC-9-31 - USAir », sur www.jetphotos.com, 30 novembre 1992 (consulté le 25 avril 2020).
2. ↑  (en) Plane Spotters, « N954VJ USAir McDonnell Douglas DC-9-30 », sur www.planespotters.net (consulté le 29 avril 2020).
3. ↑  (en) « USAir crash reinvigorates debate over child seats » [« L'accident d'USAir relance le débat sur les sièges pour enfants »], sur www.washingtonpost.com, The Washington Post, 10 juillet 1994 (consulté le 29 avril 2020).
4. ↑  (en) Knight Ridder et Tribune News Service, « USAir jet crashes in Charlotte » [« Un avion de ligne de USAir s'écrase à Charlotte »], Star-News, 3 juillet 1994 (consulté le 29 avril 2020).
5. ↑  (en) Paul Nowell, « Jet crash claims 18 lives » [« Un accident d'avion fait 18 morts »], The Register-Guard, 3 juillet 1994 (consulté le 29 avril 2020).
6. ↑  (en) Knight Ridder et Tribune News Service, « Death toll at 37 in USAir crash » [« Le nombre de morts monte à 37 personnes dans l'accident d'USAir »], Star-News, 4 juillet 1994 (consulté le 29 avril 2020).
7. ↑  (en) Peter Applebome, « Toll Rises to 37 In Crash of Jet In Heavy Storm » [« Le bilan monte à 37 morts dans le crash d'un jet pris dans une tempête violente »], sur www.nytimes.com, The New York Times, 4 juillet 1994 (consulté le 29 avril 2020).
8. 1 2  (en) Eric Malnic, « Death Toll in N. Carolina Jet Crash Reaches 37; Wind Shear Suspected : Tragedy: The 20 victims who survived the Charlotte ordeal remain hospitalized. The USAir DC-9's data and voice recorders are found. » [« Le bilan dans l'accident d'avion en Caroline du Nord atteint 37 ; un cisaillement de vent soupçonné : tragédie : les 20 victimes qui ont survécu à l'accident de Charlotte restent hospitalisées. L'enregistreur phonique et de données de vol du DC-9 d'USAir trouvés. »], sur www.latimes.com, Los Angeles Times, 4 juillet 1994 (consulté le 29 avril 2020).
9. ↑  (en) Aviation Safety Network, « Accident description - Eastern Air Lines 212 », sur aviation-safety.net (consulté le 29 avril 2020).
10. ↑  (en) Rachel Powell, « Investigator's notebook; What Happened in the last Seconds of Flight 1016 » [« Carnet d'enquêteur ; ce qui s'est passé dans les dernières secondes du vol 1016 »], sur www.nytimes.com, The New York Times, 26 septembre 1994 (consulté le 29 avril 2020).
11. ↑  (en) United Press International, « Black box found; 26 dead in N.C. crash » [« Boîte noire trouvée ; 26 morts dans un accident en Caroline du Nord »], sur www.upi.com, 3 juillet 1994 (consulté le 29 avril 2020).
12. ↑  (en) Associated Press, « Crash followed wind shear alert » [« L'accident s'est produit après une alerte au cisaillement du vent »], The Register-Guard, 4 juillet 1994 (consulté le 29 avril 2020).
13. ↑  (en) Peter Applebome, « Weather Remains Focus in Crash Inquiry » [« La météo reste au centre de l'enquête sur l'accident »], sur www.nytimes.com, The New York Times, 5 juillet 1994 (consulté le 29 avril 2020).
14. ↑  (en) Peter Applebome, « Crash Called Consistent With Wind Shear » [« La cause de l'accident compatible avec un cisaillement du vent »], sur www.nytimes.com, The New York Times, 6 juillet 1994 (consulté le 29 avril 2020).
15. ↑  (en) Don Phillips, « Report blames controllers, pilots in USAir N.C. crash » [« Le rapport blâme les contrôleurs et les pilotes dans l'accident d'USAir en Caroline du Nord »], sur www.washingtonpost.com, The Washington Post, 5 avril 1995 (consulté le 29 avril 2020).
16. ↑  (en) Matthew L. Wald, « Series of Blunders Led to Crash Of USAir Jet in July, Panel Says » [« Une série d'erreurs a conduit à l'accident d'USAir en juillet, selon le comité »], sur www.nytimes.com, The New York Times, 5 avril 1995 (consulté le 29 avril 2020).
17. ↑  (en) Mona Breckenridge, « Jury finds USAir negligent in crash » [« Le jury déclare qu'USAir a été négligent dans l'accident »], sur apnews.com, Associated Press, 7 mars 1997 (consulté le 29 avril 2020).
18. ↑  (en) Associated Press, « Families, neighbors remember Charlotte plane crash on anniversary » [« Les familles et les voisins se souviennent de l'accident d'avion de Charlotte à l'occasion de son anniversaire »], Spartanburg Herald-Journal, 3 juillet 2004 (consulté le 29 avril 2020).
19. ↑  (en) Associated Press, « Pilot's skill credited for saving 20 lives » [« Les compétences des pilotes reconnues d'avoir sauvé 20 vies »], sur www.deseret.com, Deseret News, 5 juillet 1994 (consulté le 29 avril 2020).
20. ↑  (en) Don Phillips, « Wind was a surprise, USAir pilots testify » [« Le vent a été une surprise, témoignent les pilotes d'USAir »], sur www.washingtonpost.com, The Washington Post, 21 septembre 1994 (consulté le 29 avril 2020).
21. ↑  (en) Conseil national de la sécurité des transports, « Cockpit Voice Recorder transcript - USAir Flight 1016 » [« Transcription de l'enregistreur phonique - Vol USAir 1016 »] [PDF], sur dms.ntsb.gov, 20 août 1994 (consulté le 29 avril 2020).
22. ↑  (en) Associated Press, « USAir Pilot Tells of Vain Struggle to Avoid Crash That Killed 37 » [« Les pilotes d'USAir racontent la lutte acharnée pour éviter l'accident qui a tué 37 personnes »], sur www.nytimes.com, The New York Times, 20 septembre 1994 (consulté le 29 avril 2020).
23. ↑  (en) Associated Press, « USAir Captain Describes Drop Before Crash » [« Le commandant d'USAir décrit la chute avant l'accident »], sur www.nytimes.com, The New York Times, 21 septembre 1994 (consulté le 29 avril 2020).
24. ↑  (en) Aviation Safety Network, « Accident description - USAir 1016 », sur aviation-safety.net (consulté le 29 avril 2020).
25. ↑  Air Crash - Saison 17 - Épisode 6 - « En pleine tempête ».
26. ↑  (en) Mike Smith, « Defeating the downburst: 20 years since last U.S. commercial jet accident from wind shear » [« Vaincre la rafale descendante : 20 ans depuis le dernier accident d'avion à cause du cisaillement du vent aux États-Unis »], sur www.washingtonpost.com, The Washington Post, 2 juillet 2014 (consulté le 29 avril 2020).
27. ↑  (en) John Cox, « Ask the Captain: Is wind shear still a safety problem? » [« Demandez au commandant : Le cisaillement du vent est-il toujours un problème pour la sécurité ? »], sur www.usatoday.com, USA Today, 22 mars 2015 (consulté le 29 avril 2020).
28. ↑  « Air Crash - En pleine tempête, vol 1016 USAir (Documentaire) », sur tv-programme.com (consulté le 29 avril 2020).

### Vidéos
- (en) [vidéo] « Breaking News - 7 3 94 USAir Crash in Charlotte NC », sur YouTube.
- (en) [vidéo] WCNC-TV, « Flight 1016 crash led to major aviation safety improvements », sur YouTube.
- (en) [vidéo] News 19 WLTX, « U.S. Air Flight 1016: 25 years later survivors speak », sur YouTube.